# Onthophagus igneus
Onthophagus igneus là một loài bọ cánh cứng trong họ Bọ hung (Scarabaeidae).